# Paranastatus violaceus
Paranastatus violaceus är en stekelart som beskrevs av Masi 1917. Paranastatus violaceus ingår i släktet Paranastatus och familjen hoppglanssteklar.
Artens utbredningsområde är Seychellerna. Inga underarter finns listade i Catalogue of Life.